# Mare d’Akadané
Die Mare d’Akadané ist ein See in der Gemeinde Bermo in Zentral-Niger.
Alternative Schreibweisen sind Mare d’Akadanay, Mare d’Akadaney, Mare d’Akadany und Mare d’Akaddaney.

## Geographie
Die Mare d’Akadané liegt im Norden der Landgemeinde Bermo, die zum gleichnamigen Departement Bermo in der Region Maradi gehört. Am westlichen Ufer des Sees liegt das Dorf Akadané. Der Gemeinde- und Departementshauptort Bermo befindet sich rund 87 Kilometer südwestlich der Mare d’Akadané.
Die Fläche des Sees schwankt zwischen 80 Hektar in der Trockenzeit und 148 Hektar in der Regenzeit. Der See bildete sich Anfang der 1970er Jahre in einer Niederung durch Überflutungen infolge von starken Regenfällen heraus. Auf eine ähnliche Weise und zur gleichen Zeit entstanden in Niger die Seen Mare de Dan Doutchi und Mare de Tabalak.

## Ökologie
Am Ufer des Sees wächst ein großer Hain aus Arabischen Gummi-Akazien, der einen guten Schutz vor der Versandung durch Windverwehungen bietet.
In der Mare d’Akadané wurden im Dezember 2012 die Fischarten Oreochromis niloticus und Afrikanischer Raubwels (Clarias gariepinus) ausgesetzt. Teile des dadurch entstandenen Fischbestands dienten in weiterer Folge zur Bestückung des Sees Mare de Tiguitout.
Zu den an der Mare d’Akadané beobachteten Vogelarten zählen:
- Flussuferläufer (Actitis hypoleucos)
- Nilgans (Alopochen aegyptiacus)
- Graureiher (Ardea cinerea)
- Alektoweber (Bubalornis albirostris)
- Kuhreiher (Bubulcus ibis)
- Gelbschnabel-Madenhacker (Buphagus africanus)
- Senegaltriel (Burhinus senegalensis)
- Zwergstrandläufer (Calidris minuta)
- Kampfläufer (Calidris pugnax)
- Rußheckensänger (Cercotrichas podobe)
- Abdimstorch (Ciconia abdimii)
- Schildrabe (Corvus albus)
- Wüstenrabe (Corvus ruficollis)
- Witwenpfeifgans (Dendrocygna viduata)
- Graukopfliest (Halcyon leucocephala)
- Senegalliest (Halcyon senegalensis)
- Grünbrust-Nektarvogel (Hedydipna platura)
- Stelzenläufer (Himantopus himantopus)
- Blassspötter (Iduna pallida)
- Isabellspötter (Iduna opaca)
- Grünschwanz-Glanzstar (Lamprotornis chalybaeus)
- Rotbauch-Glanzstar (Lamprotornis pulcher)
- Iberienraubwürger (Lanius meridionalis)
- Smaragdspint (Merops orientalis)
- Schafstelze (Motacilla flava)
- Grauschnäpper (Muscicapa striata)
- Kaptäubchen (Oena capensis)
- Graukopfsperling (Passer griseus)
- Braunrücken-Goldsperling (Passer luteus)
- Baumhopf (Phoeniculus purpureus)
- Gartenrotschwanz (Phoenicurus phoenicurus)
- Weißbartgrasmücke (Sylvia cantillans)
- Heiliger Ibis (Threskiornis aethiopicus)
- Dunkler Wasserläufer (Tringa erythropus)
- Bruchwasserläufer (Tringa glareola)
- Teichwasserläufer (Tringa stagnatilis)
- Wiedehopf (Upupa epops)
- Schmetterlingsfink (Uraeginthus bengalus)
- Spornkiebitz (Vanellus spinosus)
- Große Dominikanerwitwe (Vidua orientalis)[6]

## Wirtschaftliche Bedeutung
Als eines der seltenen permanenten Gewässer in der Region ist die Mare d’Akadané das ganze Jahr über ein wichtiger Anlaufpunkt für Viehzüchter. Dies betrifft die Weidewirtschaft der sesshaften Bevölkerung ebenso wie die Wanderweidewirtschaft. Am See werden ferner Ackerbau und Fischerei betrieben.